# Skärgårdsstad
Skärgårdsstad is een plaats in de gemeente Österåker in het landschap Uppland en de provincie Stockholms län in Zweden. De plaats heeft 1901 inwoners (2005) en een oppervlakte van 167 hectare.